# Lita Stantic
Lita Stantic, de son vrai nom Élida Stantic, est une productrice, scénariste et réalisatrice argentine née en 1942. Elle est connue pour avoir produit les films de María Luisa Bemberg (Camila, Miss Mary, Moi, la pire de toutes), et surtout pour avoir accompagné et promu le second Nouveau Cinéma Argentin en produisant les premiers films de réalisateurs marquants à partir de 1999 : Mundo grúa de Pablo Trapero, Bolivia et L'Ours rouge d'Adrián Caetano, Tan de repente de Diego Lerman, La ciénaga et La Sainte Fille de Lucrecia Martel ou encore, plus récemment, Paulina de Santiago Mitre.

## Biographie
Lita Stantic, María Luisa Bemberg, Sara Facio, Susana López Merino, Gabriela Massuh, Marta Bianchi et Beatriz Villalba Welsh fondent l'association La Mujer y el Cine en 1988, dont l'objectif est d'organiser un festival annuel de films de femmes du même nom.

## Filmographie partielle
- 1972 : Los Velázquez de Pablo Szir
- 1978 : La parte del león de Adolfo Aristarain
- 1979 : Contragolpe de Alejandro Doria
- 1979 : La isla de Alejandro Doria
- 1980 : Los miedos de Alejandro Doria
- 1981 : Momentos de María Luisa Bemberg
- 1982 : Señora de nadie de María Luisa Bemberg
- 1984 : Camila de María Luisa Bemberg
- 1986 : Miss Mary de María Luisa Bemberg
- 1989 : Fierro, l'été des secrets (El Verano del potro) d'André Mélançon
- 1990 : Moi, la pire de toutes (Yo, la peor de todas)) de María Luisa Bemberg
- 1996 : Sol de otoño de Eduardo Mignogna
- 1999 : Mundo grúa de Pablo Trapero
- 2001 : La ciénaga de Lucrecia Martel
- 2001 : Bolivia de Adrián Caetano
- 2002 : Tout à coup (Tan de repente) de Diego Lerman
- 2002 : L'Ours rouge (Un Oso rojo) de Adrián Caetano
- 2004 : La Sainte Fille (La niña santa) de Lucrecia Martel
- 2006 : Hamaca Paraguaya de Paz Encina
- 2008 : Agnus Dei (Cordero de Dios) de Lucia Cedron
- 2008 : Café de los maestros de Miguel Kohan
- 2011 : Muta de Lucrecia Martel (court-métrage)
- 2015 : Paulina (La patota) de Santiago Mitre

## Prix et distinctions
- 2007 : Prix Raimondo Rezzonico au festival du film de Locarno